# Zygmunt Leszczyński (1893–1940)
Zygmunt Leszczyński (ur. 7 lipca 1893 w majątku Broniszów, pow. grajewski, zm. 4–7 kwietnia 1940 1940 w Katyniu) – porucznik administracji (kawalerii) Wojska Polskiego, ofiara zbrodni katyńskiej.

## Życiorys
Syn Wiktora i Joanny z Czaczkowskich. Służył w stopniu podoficera w armii rosyjskiej. W 1918 został przyjęty do Wojska Polskiego. Uczestnik wojny z bolszewikami. Wyróżnił się w walce nad Zbruczem. 9 listopada 1920 został mianowany z dniem 1 października 1920 chorążym w Strzelcach Granicznych. W tym czasie służył w 6 pułku Strzelców Granicznych.        
Po zakończeniu działań wojennych pozostał w wojsku. 27 lutego 1928 Prezydent RP mianował go na stopień podporucznika ze starszeństwem z 1 grudnia 1927 i 1. lokatą w korpusie oficerów kawalerii, a minister spraw wojskowych wcielił do 9 pułku strzelców konnych w Grajewie. 2 grudnia 1930 został mianowany porucznikiem ze starszeństwem z 1 stycznia 1931 i 2. lokatą w korpusie oficerów kawalerii. W marcu 1939, w tym samym stopniu i starszeństwie, zajmował 1. lokatę w korpusie oficerów administracji, grupa administracyjna. Wówczas pełnił służbę na stanowisku zastępcy dowódcy szwadronu zapasowego 9 psk w Białymstoku.
Podczas kampanii wrześniowej 1939, po agresji ZSRR na Polskę, w nieznanych okolicznościach wzięty do niewoli przez Sowietów. Według stanu z kwietnia 1940 był jeńcem obozu w Kozielsku. Między 3 a 5 kwietnia 1940 przekazany do dyspozycji naczelnika Zarządu NKWD Obwodu Smoleńskiego – lista wywózkowa bez numeru poz. 82 nr akt 1343 z 2 kwietnia 1940. Został zamordowany między 4 a 7 kwietnia 1940 w lesie katyńskim przez funkcjonariuszy Obwodowego Zarządu NKWD w Smoleńsku oraz pracowników NKWD przybyłych z Moskwy na mocy decyzji Biura Politycznego KC WKP(b) z 5 marca 1940. Ofiary tej zbrodni grzebano w bezimiennych mogiłach zbiorowych, gdzie od 28 lipca 2000 mieści się oficjalnie Polski Cmentarz Wojenny w Katyniu. W miejscu tym prowadzone były ekshumacje i prace archeologiczne. Zidentyfikowany podczas ekshumacji nadzorowanych przez Niemców w 1943 pod numerem 2225 – dosł. opisany jako Leszczynski Zygmunt (raport dzienny z 16 maja 1943). Przy jego szczątkach znaleziono: wizytówki, pozwolenie na broń, kalendarzyk kieszonkowy, pismo sądowe w sprawie alimentów oraz pisemne pełnomocnictwo Józefy Leszczyńskiej w sprawie alimentów. Figuruje na liście Komisji Technicznej PCK pod numerem 02225. Ponadto pod numerem 02297 zostały opisane przedmioty wydobyte podczas ekshumacji z 1943, które należały do pięciu jeńców wojennych, w tym jego notes i wizytówki. Nazwisko Leszczyńskiego znajduje się na liście ofiar opublikowanej w Gońcu Krakowskim nr 134 oraz w Nowym Kurierze Warszawskim nr 140 z 1943.        

### Życie prywatne
Zygmunt Leszczyński był żonaty z Józefą z Karnowskich, z którą miał syna Janusza.

## Ordery i odznaczenia
- Krzyż Niepodległości – 20 lipca 1932 „za pracę w dziele odzyskania niepodległości”[24][25]
- Krzyż Walecznych[26]
- Medal Pamiątkowy za Wojnę 1918–1921[1]
- Medal Dziesięciolecia Odzyskanej Niepodległości[1]
- Krzyż Kampanii Wrześniowej – pośmiertnie 1 stycznia 1986[27]

## Upamiętnienie
5 października 2007 minister obrony narodowej Aleksander Szczygło mianował go pośmiertnie na stopień kapitana. Awans został ogłoszony 9 listopada 2007 w Warszawie, w trakcie uroczystości „Katyń Pamiętamy – Uczcijmy Pamięć Bohaterów”.